# Campionati europei di windsurf 2008
I Campionati europei di windsurf 2008 sono stati la 3ª edizione della competizione. Si sono svolti a Brest, in Francia.

## Medagliere
| Pos.   | Nazione    | Oro | Argento | Bronzo | Totale |
| ------ | ---------- | --- | ------- | ------ | ------ |
| 1      | Spagna     | 1   | 0       | 0      | 2      |
| 1      | Portogallo | 1   | 0       | 0      | 1      |
| 3      | Francia    | 0   | 2       | 1      | 3      |
| 4      | Polonia    | 0   | 0       | 1      | 1      |
| Totale | Totale     | 2   | 2       | 2      | 6      |

## Podi
| Evento    | Oro            | Argento         | Bronzo                 |
| Maschile  | João Rodrigues | Julien Bontemps | Przemysław Miarczyński |
| Femminile | Marina Alabau  | Charline Picon  | Faustine Merret        |